# Giải BAFTA cho phim Anh xuất sắc nhất
Giải BAFTA cho phim Anh hay nhất (tiếng Anh: BAFTA Award for Outstanding British Film) là một hạng mục của giải thưởng Điện ảnh Viện Hàn lâm Anh quốc do Viện Hàn lâm Nghệ thuật Điện ảnh và Truyền hình Anh Quốc trao tặng thường niên. Danh hiệu bắt đầu được trao từ lễ trao giải BAFTA lần thứ 1 nhằm vinh danh những tác phẩm điện ảnh hay nhất từ năm 1947 và kéo dài đến năm 1969. Vì trong suốt hơn hai thập kỷ không có hạng mục riêng nào cho điện ảnh Anh Quốc, giải thưởng này ra đời tại lễ trao giải BAFTA lần thứ 46, nhằm công nhận những tác phẩm điện ảnh hay nhất của Anh năm 1992. Giải thường từng có tên gọi là Giải Alexander Korda cho phim Anh hay nhất; dù vẫn dùng để vinh danh huyền thoại Korda, danh hiệu hiện tại được gọi là "Phim Anh xuất sắc" (Outstanding British Film).

## Danh sách cụ thể

### Thập niên 2010
| Tác phẩm                                         | Đạo diễn                       | Người đề cử |
| ------------------------------------------------ | ------------------------------ | --- |
| 2010 (64)                                        |                                | |
| The King's Speech                                | Tom Hooper                     | Tom Hooper Iain Canning Emile Sherman Gareth Unwin                                                                                          |
| 127 giờ                                          | Danny Boyle                    | Danny Boyle Christian Colson John Smithson                                                                                                  |
| Another Year                                     | Mike Leigh                     | Mike Leigh Georgina Lowe |
| Four Lions                                       | Chris Morris                   | Chris Morris Mark Herbert Derrin Schlesinger                                                                                                |
| Made in Dagenham                                 | Nigel Cole                     | Nigel Cole Stephen Woolley Elizabeth Karlsen                                                                                                |
| 2011 (65)                                        |                                | |
| Tinker Tailor Soldier Spy                        | Tomas Alfredson                | Tomas Alfredson Eric Fellner Bridget O'Connor Peter Straughan Robyn Slovo Tim Bevan                                                         |
| Một tuần với kiều nữ                             | Simon Curtis                   | Simon Curtis Adrian Hodges David Parfitt Harvey Weinstein                                                                                   |
| Senna                                            | Asif Kapadia                   | Tim Bevan Eric Fellner James Gay-Rees Asif Kapadia Manish Pandey                                                                            |
| Shame                                            | Steve McQueen                  | Emile Sherman Abi Morgan Steve McQueen Iain Canning                                                                                         |
| We Need to Talk About Kevin                      | Lynne Ramsay                   | Jennifer Fox Rory Stewart Kinnear Lynne Ramsay Luc Roeg Robert Salerno                                                                      |
| 2012 (66)                                        |                                | |
| Tử địa Skyfall                                   | Sam Mendes                     | Sam Mendes Michael G. Wilson Barbara Broccoli Neal Purvis Robert Wade John Logan                                                            |
| Anna Karenina                                    | Joe Wright                     | Joe Wright Tim Bevan Eric Fellner Paul Webster Tom Stoppard                                                                                 |
| The Best Exotic Marigold Hotel                   | John Madden                    | John Madden Graham Broadbent Pete Czernin Oliver Parker                                                                                     |
| Những người khốn khổ                             | Tom Hooper                     | Tom Hooper Tim Bevan Eric Fellner Debra Hayward Cameron Mackintosh William Nicholson Alain Boublil Claude-Michel Schönberg Herbert Kretzmer |
| Seven Psychopaths                                | Martin McDonagh                | Martin McDonagh Graham Broadbent Pete Czernin                                                                                               |
| 2013 (67)                                        |                                | |
| Cuộc chiến không trọng lực                       | Alfonso Cuarón                 | Alfonso Cuarón David Heyman Jonás Cuarón |
| Mandela: Long Walk to Freedom                    | Justin Chadwick                | Justin Chadwick Anant Singh David M. Thompson William Nicholson                                                                             |
| Philomena                                        | Stephen Frears                 | Gabrielle Tana Steve Coogan Tracey Seaward                                                                                                  |
| Đường đua tử thần                                | Ron Howard                     | Ron Howard Andrew Eaton Peter Morgan |
| Cuộc giải cứu thần kỳ                            | John Lee Hancock               | Alison Owen Ian Collie Philip Steuer Kelly Marcel Sue Smith                                                                                 |
| The Selfish Giant                                | Clio Barnard                   | Tracy O'Riordan |
| 2014 (68)                                        |                                | |
| Thuyết yêu thương                                | James Marsh                    | Tim Bevan Eric Fellner Lisa Bruce Anthony McCarten                                                                                          |
| '71                                              | Yann Demange                   | Angus Lamont Robin Gutch Gregory Burke |
| Paddington                                       | Paul King                      | David Heyman |
| Pride                                            | Matthew Warchus                | David Livingstone Stephen Beresford |
| The Imitation Game                               | Morten Tyldum                  | Nora Grossman Ido Ostrowsky Teddy Schwarzman                                                                                                |
| Under the Skin                                   | Jonathan Glazer                | James Wilson Nick Wechsler Walter Campbell                                                                                                  |
| 2015 (69)                                        |                                | |
| Brooklyn                                         | John Crowley                   | John Crowley Finola Dwyer Amanda Posey Nick Hornby                                                                                          |
| 45 Years                                         | Andrew Haigh                   | Andrew Haigh Tristan Goligher |
| Amy                                              | Asif Kapadia                   | James Gay-Rees |
| Cô gái Đan Mạch                                  | Tom Hooper                     | Tom Hooper Tim Bevan Eric Fellner Anne Harrison Gail Mutrux Lucinda Coxon                                                                   |
| Ex Machina                                       | Alex Garland                   | Andrew Macdonald Allon Reich |
| The Lobster                                      | Yorgos Lanthimos               | Ceci Dempsey Ed Guiney Lee Magiday Efthimis Filippou                                                                                        |
| 2016 (70)                                        |                                | |
| I, Daniel Blake                                  | Ken Loach                      | Ken Loach Rebecca O'Brien Paul Laverty |
| American Honey                                   | Andrea Arnold                  | Andrea Arnold Lars Knudsen Pouya Shahbazian Jay Van Hoy                                                                                     |
| Denial                                           | Mick Jackson                   | Mick Jackson Gary Foster Russ Krasnoff David Hare                                                                                           |
| Sinh vật huyền bí và nơi tìm ra chúng            | David Yates                    | David Yates J. K. Rowling David Heyman Steve Kloves Lionel Wigram                                                                           |
| Notes on Blindness                               | Peter Middleton James Spinney  | Peter Middleton James Spinney Mike Brett Jo-Jo Ellison Steve Jamison                                                                        |
| Under the Shadow                                 | Babak Anvari                   | Babak Anvari Emily Leo Oliver Roskill Lucan Toh                                                                                             |
| 2017 (71)                                        |                                | |
| Three Billboards Truy tìm công lý                | Martin McDonagh                | Martin McDonagh Graham Broadbent Peter Czernin                                                                                              |
| Giờ đen tối                                      | Joe Wright                     | Joe Wright Tim Bevan Lisa Bruce Eric Fellner Anthony McCarten Douglas Urbanski                                                              |
| The Death of Stalin                              | Armando Iannucci               | Armando Iannucci Kevin Loader Laurent Zeitoun Yann Zenou Ian Martin David Schneider                                                         |
| God's Own Country                                | Francis Lee                    | Francis Lee Manon Ardisson Jack Tarling |
| Lady Macbeth                                     | William Oldroyd                | William Oldroyd Fodhla Cronin O'Reilly Alice Birch                                                                                          |
| Paddington 2                                     | Paul King                      | Paul King David Heyman Simon Farnaby |
| 2018 (72)                                        |                                | |
| The Favourite                                    | Yorgos Lanthimos               | Yorgos Lanthimos Ceci Dempsey Ed Guiney Lee Magiday Deborah Davis Tony McNamara                                                             |
| Beast                                            | Michael Pearce                 | Michael Pearce Kristian Brodie Lauren Dark Ivana MacKinnon                                                                                  |
| Bohemian Rhapsody Huyền thoại ngôi sao nhạc rock | Bryan Singer                   | Graham King Anthony McCarten |
| McQueen                                          | Ian Bonhôte                    | Ian Bonhôte Peter Ettedgui Andee Ryder Nick Taussig                                                                                         |
| Stan & Ollie                                     | Jon S. Baird                   | Jon S. Baird Faye Ward Jeff Pope |
| You Were Never Really Here                       | Lynne Ramsay                   | Lynne Ramsay Rosa Attab Pascal Caucheteux James Wilson                                                                                      |
| 2019 (73)                                        |                                | |
| 1917                                             | Sam Mendes                     | Sam Mendes Pippa Harris Jayne-Ann Tenggren Callum McDougall Krysty Wilson-Cairns                                                            |
| Bait                                             | Mark Jenkin                    | Mark Jenkin Kate Byers Linn Waite |
| For Sama                                         | Waad Al-Khateab & Edward Watts | Waad Al-Khateab Edward Watts |
| Người hỏa tiễn                                   | Dexter Fletcher                | Dexter Fletcher Adam Bohling David Furnish David Reid Matthew Vaughn Lee Hall                                                               |
| Sorry We Missed You                              | Ken Loach                      | Ken Loach Rebecca O'Brien Paul Laverty |
| Hai vị Giáo hoàng                                | Fernando Meirelles             | Fernando Meirelles Jonathan Eirich Dan Lin Tracey Seaward Anthony McCarten                                                                  |